# Wild Bunch (empresa)
Wild Bunch AG es una empresa paneuropea de distribución de películas y ventas internacionales.

## Historia
Wild Bunch fue creada originalmente en 1979 con el nombre de Senator Film Verleih GmbH, y posteriormente se convirtió en Senator Entertainment AG. El nombre de Wild Bunch proviene de la empresa francesa Wild Bunch S.A., creada en 2002, que se convirtió en una filial de Senator Entertainment en febrero de 2015. Senator Entertainment AG pasó a llamarse Wild Bunch AG en julio de 2015.
Wild Bunch ha distribuido y vendido películas como Land of the Dead (2005), Southland Tales (2006), Cassandra's Dream (2007), Vicky Cristina Barcelona (2008), Whatever Works (2009), The King's Speech (2010), The Artist (2011) y Where Is Anne Frank (2021).
También es el comercializador internacional de las obras de Studio Ghibli y, desde septiembre de 2020, ha tomado el relevo de Disney para convertirse en la distribuidora teatral, de medios domésticos y de televisión de Ghibli en Francia.